# Riccardo Maffoni
Riccardo Maffoni (Orzinuovi, 2 giugno 1977) è un cantautore italiano.

## Biografia
Nasce a Orzinuovi, in provincia di Brescia, da Giovanna Gazzoldi e Gianpietro Maffoni, piccolo imprenditore nel settore della pasticceria e successivamente senatore (dal 2018) e poi sindaco di Orzinuovi (2019). Polistrumentista, inizia a suonare da ragazzo in alcuni gruppi - fra i quali i Killjoy, coi quali incide un demo nel 1995, e gli Stone Angels, duo acustico con Enrico Mantovani - per poi dedicarsi all'attività solista a partire dal 1997. Dopo aver prodotto tre album demo e aver aperto i concerti di molti musicisti fra i quali Willie Nile, Graham Parker, Malfunk, Cheap Wine, Joe D'Urso, Scott Laurent e Jaime Dolce, i Nomadi lo scelgono come ospite fisso per la tournée autunno-inverno 2003 della band, prima volta in cui il gruppo sceglieva un supporter unico ai propri concerti. In coppia con la PFM, nel 1999 vince il Premio Speciale Fandango. Nel 2000 è fra i vincitori del Premio Piero Ciampi. L'anno seguente, il 2001, è fra i vincitori del Premio Città di Recanati (poi Musicultura), in cui ottiene la "Targa Stream" come vincitore delle selezioni televisive e la pubblicazione del brano Una grande rosa rossa sull'album della rassegna.
Nel 2002 vince il Festival di Castrocaro con il brano Le circostanze di Napoleone, pubblicato come singolo da Fonit Cetra insieme al brano Storia di un Uomo, e partecipa successivamente al programma Destinazione Sanremo insieme a vari altri artisti poi divenuti celebri nella musica italiana, fra cui Simone Cristicchi e Dolcenera.
Nel 2004 pubblica su etichetta Warner/BMG l'album Storie di chi vince a metà, interamente scritto da Maffoni e contenente il singolo Uomo in fuga, dedicato a Marco Pantani con un video musicale diretto da Gaetano Morbioli. La canzone, scritta prima della scomparsa del ciclista, viene scelta dalla Fondazione Marco Pantani per rappresentare tutte le manifestazioni ufficiali riconducibili al ciclista. L'album gli dà l'occasione di essere scelto per l'apertura dei concerti dei Nomadi, di Van Morrison (il 17 marzo 2004 a Roma e il 18 marzo a Milano) e di Alanis Morissette (il 7 e 10 luglio 2004). Vince anche la prima edizione Gran Premio di Primavera 2004 organizzato da Radio Italia e Video Italia, con la canzone Viaggio libero, il cui videoclip viene nuovamente girato da Gaetano Morbioli. Apre quindi i concerti di Elliott Murphy e Garland Jeffreys.
Nel 2006 partecipa e vince il Festival di Sanremo, nella sezione giovani, con la canzone Sole negli occhi. In occasione della partecipazione al festival l'etichetta Warner ripubblica l'album Storie di chi vince a metà, con l'aggiunta dei due brani Sole negli occhi e Ti aspetterò. Nel novembre dello stesso anno la sua poesia Dentro un uomo, dentro un bambino viene inserita nel libro Non sono io il principe azzurro, tributo a Luigi Tenco contenente scritti di musicisti (Francesco Gazzè, Giulio Casale, Diego Galeri, Enrico Ghedi, Stefano Giaccone, Gigi Giancursi) ispirati dalle canzoni del cantautore della scuola genovese.
Il suo secondo album Ho preso uno spavento esce il 30 maggio 2008, anticipato dal singolo Vorrei sapere, in programmazione dal 18 aprile dello stesso anno. Il nuovo singolo Vorrei sapere entra nella classifica dei singoli più venduti al numero 8, nella settimana dal 9 al 15 maggio 2008.
Nell'estate 2008 Maffoni apre le date del Ferro e cartone Tour 2008 di Francesco Renga, oltre a effettuare un proprio tour nelle piazze italiane. Fra l'ottobre 2009 e il giugno del 2010 intraprende un tour acustico in Italia, al quale segue una mini tournée negli Stati Uniti, che lo porta a suonare in Florida e a New York.
Il 11 marzo 2011 pubblica un nuovo lavoro, 1977, su etichetta Evento Musica. Si tratta di un EP che contiene sei tracce, cinque classici del rock, più un inedito scritto da Maffoni dal titolo You're so good to me. L'EP viene pubblicato nel novembre dello stesso anno in versione album con l'aggiunta di tre brani, fra i quali l'inedito Tonight I'm Here For You. Nello stesso anno viene chiamato a partecipare al libro Brucetellers. Springsteen raccontato da 90 autori.
Nell'aprile del 2018 esce Faccia, un disco di 14 tracce inedite contenente l'omonimo singolo di lancio pubblicato a marzo, prodotto da Maffoni e Michele Coratella. Il 22 giugno 2018 il brano Provate voi vince il Premio Peppino Impastato. Il 6 luglio 2018 esce in radio Sette Grandi, secondo singolo estratto da Faccia.

## Discografia

### Album in studio
- 2004 – Storie di chi vince a metà
- 2006 – Storie di chi vince a metà (ristampa contenente Sole negli occhi)
- 2008 – Ho preso uno spavento
- 2011 – 1977
- 2018 – Faccia

### Singoli
- 2002 – Le circostanze di Napoleone
- 2004 – Viaggio libero
- 2004 – Uomo in fuga
- 2006 – Sole negli occhi
- 2008 – Vorrei sapere
- 2008 – Hey baby tu
- 2011 – You're so good to me
- 2018 – Faccia
- 2018 – Sette grandi